# Archie Campbell (comediante)

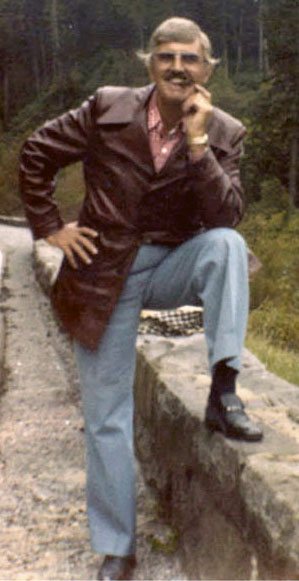
Archie Campbell en 1977

Archie Campbell (7 de noviembre de 1914 – 29 de agosto de 1987) fue un humorista, cantante y guionista estadounidense, estrella del programa Hee Haw, un show televisivo de variedades dedicado a la música country. 

## Biografía

### Inicios
Nacido en Bulls Gap, Tennessee (Estados Unidos), Campbell estudió arte en el Mars Hill College de Mars Hill, Carolina del Norte. Finalizada su formación empezó una carrera radiofónica en la emisora WNOX de Knoxville, Tennessee. Tras un año trabajando junto a Roy Acuff en Mid-Day Merry-Go-Round, pasó a la WDOD en Chattanooga, Tennessee, donde trabajó hasta ingresar en 1941 en la Armada de los Estados Unidos. Finalizada la Segunda Guerra Mundial, Campbell volvió a la WNOX, aunque después saltó a la WROL, donde ayudó a iniciar el primer show televisivo de música country de Knoxville, Country Playhouse, estrenado en 1952 y en antena hasta 1958.
Finalizado el show, se mudó a Nashville, Tennessee, donde sustituyó a Rod Brasfield en Grand Ole Opry. Poco después firmó un contrato con RCA Victor y uno de sus primeros singles, "Trouble in the Amen Corner", alcando en 1960 el Top 25 de la lista country. Tras un período poco exitoso con el sello Starday, Campbell volvió en 1966 a RCA Victor, obteniendo tres singles en el Top 30: "The Men in My Little Girl's Life" (1966), "The Dark End of the Street" (1968) y "Tell It Like It Is" (1968). En 1969 fue nombrado "Comediante del Año" por la Country Music Association.

### Números
Uno de los números más personales de Campbell consistía en contar historias con retruécanos, cambiando en algunas frases las primeras letras de ciertas palabras para obtener un efecto cómico. De dichas historias fue la más conocida "RinderCella", su versión de "Cinderella" (La Cenicienta). Campbell contó "RinderCella" en un episodio del concurso Juvenile Jury, presentado por Jack Barry. Todos los números de Campbell fueron en gran medida tomados prestados de los números realizados por el Coronel Stoopnagle en el show radiofónico de los años 1930 Stoopnagle and Budd. (Coronel Stoopnagle era el nombre teatral de F. Chase Taylor, 1897–1950.) Campbell también hizo un número con otros artistas que era conocido como "That's Bad/That's Good".

### Hee Haw
Campbell fue miembro fundador del elenco del programa Hee Haw, emitido por la CBS desde 1969, aunque también fue uno de sus guionistas. Entre sus número más conocidos figuran:
- "Archie's Barber Shop", número en el que utilizaba sus característicos retruécanos
- "Doc Campbell", número interpretado junto a Gunilla Hutton como Enfermera Goodbody
- "Justus O'Peace", su versión del clásico número del juez de Pigmeat Markham.

Fue muy conocida su canción "PFFT! You Was Gone", que en muchas ocasiones interpretaba junto a Gordie Tapp.
Campbell también grabó varios álbumes cómico musicales, los cuales siguió lanzando durante sus años en Hee Haw. Uno de ellos fue Bull Session at Bull's Creek, con Junior Samples, lanzado el año anterior al estreno de Hee Haw. En sus discos actuó frecuentemente con la cantante Lorene Mann.

### Últimos años
En 1984 Campbell presentó el show de entrevistas de Spike TV Yesteryear. En sus últimos años Archie Campbell vivió en Knoxville, Tennessee, ciudad en la que falleció en 1987 a causa de un infarto agudo de miocardio. Fue enterrado cerca de la población de Powell, Tennessee.

## Discografía

### Álbumes
- 1962 : Make Friends with Archie Campbell, Starday Records
- 1962 : Bedtime Stories For Adults, Starday Records
- 1966 : Have a Laugh on Me, RCA
- 1966 : The Cockfight and Other Tall Tales, RCA
- 1967 : Kids I Love 'Em, RCA
- 1967 : Golden Years, RCA
- 1968 : Tell It Like It Is (con Lorene Mann), RCA
- 1968 : Bull Session at Bulls Gap (con Junior Samples), Chart
- 1970 : The Best of Archie Campbell, RCA
- 1971 : Didn't He Shine, RCA
- 1976 : Archie, Elektra

### Singles
- 1960 : "Trouble in the Amen Corner", del álbum Make Friends with Archie Campbell
- 1960 : "Make Friends", del álbum Make Friends with Archie Campbell
- 1960 : "Don't Jump from the Bridge"
- 1964 : "Do Lord"
- 1965 : "Rindercella", del álbum Have a Laugh on Me
- 1965 : "Drunk", del álbum Have a Laugh on Me
- 1966 : "The Men in My Little Girl's Life", del álbum Kids I Love 'Em
- 1966 : "Mommy's Little Angel", del álbum Kids I Love 'Em
- 1966 : "Life Gits Tee-Jus Don't It", del álbum The Cockfight and Other Tall Tales
- 1967 : "The Cockfight", del álbum The Cockfight and Other Tall Tales
- 1967 : "Chet's Tune", single de Some of Chet's Friends en el que participó como invitado
- 1967 : "We Never Get Hungry in Sunday", del álbum Kids I Love 'Em
- 1968 : "The Dark End of the Street" (con Lorene Mann), del álbum Tell It Like It Is
- 1968 : "Tell It Like It Is" (con Lorene Mann), del álbum Tell It Like It Is
- 1968 : "Warm and Tender Love" (con Lorene Mann), del álbum Tell It Like It Is
- 1969 : "My Special Prayer" (con Lorene Mann), del álbum Tell It Like It Is
- 1969 : "Poor Daddy"
- 1969 : "Pfft You Were Gone", del álbum The Best of Archie Campbell
- 1970 : "Walkin' on Fire"
- 1970 : "Sports Common Taters" (con Junior Samples), del álbum Bull Session at Bulls Gap
- 1970 : "It's So Wrong"
- 1971 : "Get It at the General Store"
- 1971 : "Didn't He Shine", del álbum Didn't He Shine
- 1971 : "As Soon as I Hang Up the Phone"
- 1972 : "Carry Me Back"
- 1972 : "People's Choice"
- 1972 : "Light in the Window"
- 1973 : "Freedom Ain't the Same as Bein' Free"
- 1974 : "As Soon as I Hang Up the Phone" (con Minnie Pearl)
- 1976 : "More or Less"
- 1976 : "Washington Scandal"
- 1977 : "I Just Found This Hat"
- 1982 : "Put the World Back Together"